# Antissa
Antissa (gr. Άντισσα) było starożytnym miastem greckim na wyspie Lesbos, leżącym niedaleko przylądka Sigrium w zachodniej części wyspy. Było ono miejscem urodzenia Terpandera, greckiego poety.
Richard Pococke znalazł ruiny pewnego miasta na północny wschód od przylądka które, według spekulacji może być Antissą.